# Intercidades (CP)

Logotipo

El servicio Intercidades se refiere a una familia de trenes de pasajeros de larga distancia en territorio portugués, dirigida por la operadora Comboios de Portugal.

## Características
Se destina al transporte ferroviario de pasajeros entre las principales ciudades de Portugal.
A bordo de las composiciones Intercidades, se encuentran servicios de cafetería y bar, lavabos, y aire acondicionado.
Actualmente el servicio Intercidades es realizado con vagones Corail y/o Sorefames renovados. La tracción es atribuida a locomotoras de la serie 5600. El tren tiene una velocidad máxima autorizada de 200 km/h.
En 1990, los servicios, en la Línea de Beira Alta, eran remolcados por locomotoras de la serie 1550.

## Historia

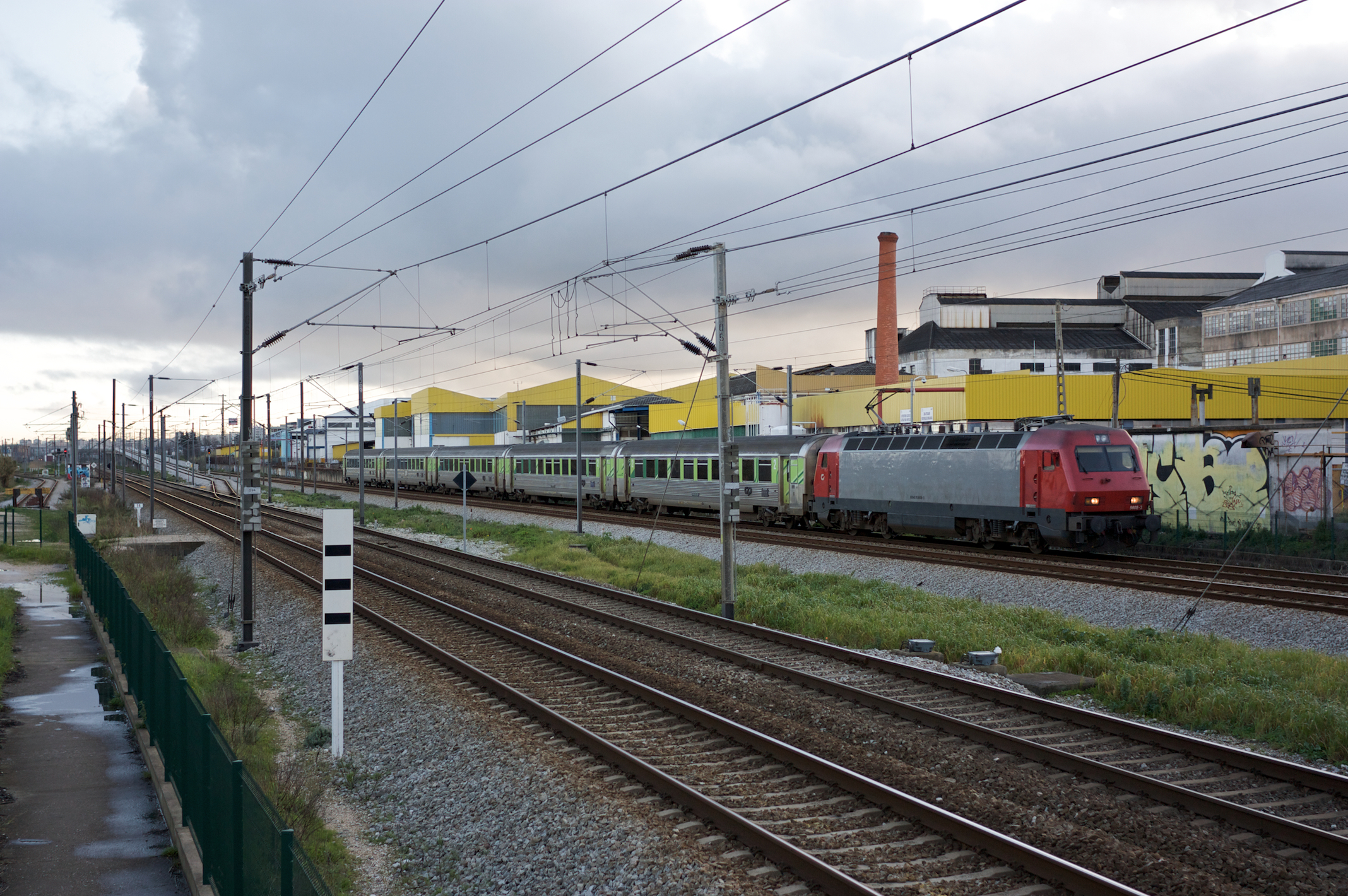
Composición Intercidades circulando en la Línea del Norte.

El servicio Intercidades fue instaurado por la operadora Caminhos de Ferro Portugueses en la primera mitad de la década de 1990, con el fin de alargar los servicios de pasajeros de mayor calidad y velocidad, que antes se limitaban a las conexiones entre Lisboa y Oporto, al resto del país.
En 1993, entraron en servicio Intercidades con nuevos vagones, creados a partir de los antiguos vagones construidos por la empresa Sociedades Reunidas de Fabricações Metálicas. En septiembre de ese año, ya se encontraban en servicio en los trenes Intercidades entre Lisboa y Guarda, habiéndose, a estas alturas, previsto que también iban a asegurar estos servicios, entre la capital portuguesa y Covilhã, y entre Barreiro y Vila Real de Santo António.
En 2006, existían 34 servicios Intercidades en explotación, uniendo varios puntos en el país, entre Faro y Guimarães, teniendo como punto neurálgico las Estaciones de Santa Apolónia y Oriente, en Lisboa.
Desde julio de 2019, existe un servicio Intercidades entre Lisboa-Santa Apolónia y Viana do Castelo, como prolongación de uno ya existente hasta Porto Campanhã, que permite aprovechar la puesta en servicio de la electrificación de varios tramos de la Línea del Miño.

Mapa de la red Intercidades en 2010 (antes de la puesta en servicio del IC Lisboa-Braga).

## Rutas
| Rutas                                   | Rutas |
| --------------------------------------- | ----- |
| Lisboa-Santa Apolónia - Oporto-Campanhã |       |
| Lisboa-Santa Apolónia - Braga           |       |
| Lisboa-Santa Apolónia - Guimarães       |       |
| Lisboa-Santa Apolónia - Valencia        |       |
| Lisboa-Santa Apolónia - Guarda          |       |
| Lisboa-Santa Apolónia - Guarda          |       |
| Lisboa-Oriente - Faro                   |       |
| Lisboa-Oriente - Évora                  |       |
| Casa Blanca - Beja                      |       |